# EUREX
EUREX（ユーレックス）とは、フランクフルト（ドイツ）に拠点を置くデリバティブ取引（先物・オプション取引など）を行う電子取引市場。

## 概要
1998年にドイツ取引所とスイス証券取引所の合同出資の子会社として設立された。取引参加者は、世界中に点在する約700の取引所会員とその顧客からなる。デリバティブ市場では世界最大の取引量を誇り、2005年には12億5千万枚もの取引が行われた。
現在のアクセスポイントは、アムステルダム、シカゴ、フランクフルト、ジブラルタル、ヘルシンキ、香港、ロンドン、マドリード、ミラノ、ニューヨーク、パリ、シンガポール、ウィーン、チューリッヒ。

## 取扱商品
株価指数先物・オプションや、個別銘柄の株券オプション、国債先物・オプション、金利先物・オプションなど多岐に渡る。
ユニークな商品としては、セクター（業界）別の株価指数の先物・オプションがある。なかでも、DAXとDow Jones Euro Stoxx 50は人気二大銘柄。

## Eurex商品(株価指数先物)の二大銘柄
- DAX（ダックス）株価指数先物

フランクフルト証券取引所に上場された銘柄のうち、圧倒的な取引額を誇る30銘柄の優良株式を対象とした株価指数の先物のこと。構成銘柄はドイツ株価指数（DAX）を参照。取引量が大きいため、流動性が高い。
- Dow Jones Euro Stoxx 50　株価指数先物

ユーロ圏の圧倒的な取引額を誇る50銘柄の優良株式を対象とした株価指数（スイス・イギリスの銘柄は含まれない）の先物のこと。 構成銘柄はユーロ・ストックス50指数を参照。